# Walliswil bei Niederbipp
Walliswil bei Niederbipp – gmina (niem. Einwohnergemeinde) w Szwajcarii, w kantonie Berno, w regionie administracyjnym Emmental-Oberaargau, w okręgu Oberaargau.

## Demografia
W Walliswil bei Niederbipp mieszka 227 osób. W 2020 roku 10,1% populacji gminy stanowiły osoby urodzone poza Szwajcarią.